# Irene Andres-Suárez
Irene Andres-Suárez (* 17. Juli 1948 in Vegarienza (León)) ist eine spanische Hispanistin.
Andres-Suárez schloss ihr Studium in Spanischer Philologie 1974 an der Universität Oviedo mit dem Lizenziat ab. 1982 promovierte sie summa cum laude bei Luis López Molina an der Universität Genf mit einer Arbeit über Ignacio Aldecoa.
Sie ist seit 1992 Professorin für Spanische Literatur an der Universität Neuenburg. Sie veröffentlichte Bücher zur spanischen Gegenwartsliteratur.